# Église Fiodor Stratilate (rue Chtchirkova)
L'église Fiodor Stratilate (rue Chtchirkova) (en russe : Церковь Фёдора Стратила́та на Щирко́ве улице), se trouve dans le centre historique de la ville de Novgorod, dans le quartier Nerevo. Les termes russes : na Chtchirkove oulitsé signifient dans la rue Chtchirkova, mais actuellement, le nom de la rue est devenu : rue Stratilatovskaïa. Le nom de Fiodor Stratilate est la translittération du prénom russe qui peut se traduire aussi par celui de Théodore le Stratilate († IVe siècle), ou Théodore le Stratélate, général dans l'armée impériale, martyr à Héraclée, capitale de la province du Pont sous Licinius ; fêté le 8 février en Orient et le 7 février en Occident.

## Histoire
À la fin du XIIe siècle, il existait sur ce site une église en bois. Entre 1292 et 1294, celle-ci est remplacée par une église en pierre. À la fin du XVIIe siècle, les pierres de l'église n'étaient plus en bon état, et en 1682, l'ancien édifice fut détruit et remplacé par une église à cinq cintres et cinq coupoles.
Au XVIe siècle, l'église possédait deux absides consacrées : l'une à Fiodor Tiron, et l'autre au saint martyr Ignace. À partir de 1710, il est fait mention d'une troisième abside dédiée à Notre-Dame du Signe. En 1804, du côté ouest fut adjoint un clocher à base carrée, à quatre grandes ouvertures à l'étage supérieur, couvert d'une coupole à huit pans de toiture.

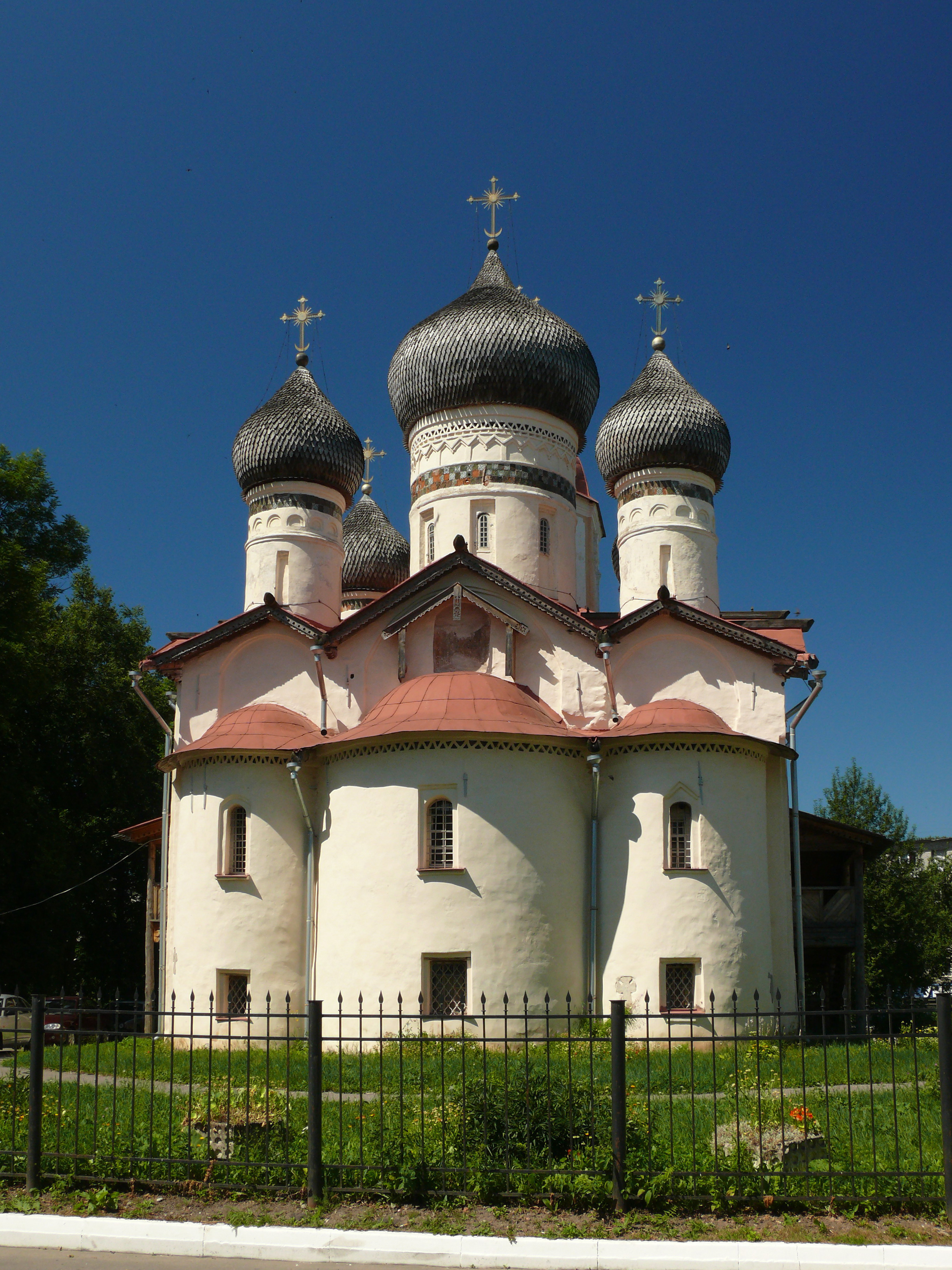
Vue du côté est

Plus tard, durant les Grandes Purges de 1937—1938, trois prêtres sont fusillés dans l'église (I. N. И.Н. Orlinski, D. G Semenov et G. A. Tsvetkov), et celle-ci est fermée au culte. Pendant la Seconde Guerre mondiale le bâtiment est légèrement endommagé et dans les années qui suivent il est utilisé comme entrepôt.
En 1974 des archéologues de Novgorod effectuent des recherches importantes sur le site.

## Caractéristiques
L'église est construite sur un plan carré, sur quatre piliers, sur deux niveaux. C'est une église à croix inscrite, à cinq coupoles, trois absides et trois toitures en croupes. L'apparition des façades à pignons est, selon Louis Réau, un témoignage de l'influence allemande .
Sur la façade de l'édifice, sont disposées cinq croix en médaillon (quatre au nord et une au sud).
Les ouvertures des fenêtres dans les murs sont rectangulaires, mais les châssis sont cintrés. Certaines fenêtres sont protégées, par un petit auvent.
L'édifice est d'une grande importance architecturale du fait de la superposition de différents éléments datant d'une période s'étendant sur sept siècles : du XIIe siècle au XVIIIe siècle.
Ceux du XIIIe siècle sont les plus précieux. L'édifice ne possède pas d'innovations architecturales de cette époque qui ne soient, par la suite, apparues dans l'architecture de Novgorod.
La silhouette de l'église est rendue plus élégante, grâce aux bandes de carreaux de faïence de couleur verte et bleue, qui ceinturent les cinq tambours.
Dans les années 1990, l'église Fiodor Stratilate de la rue Chtchirkova a été restaurée aux frais de l'État, et sa propriété transférée à la communauté des croyants, au sein de l'Église russe. Depuis 2002, elle fait effectivement partie de l'éparchie de Novgorod.